# Benedikt Westman
Benedikt (Bengt) Westman, född sannolikt i mitten av 1680-talet, död 1714, var en svensk medaljgravör.
Han var son till faktorn Hans Westman. Man vet att han studerade för Arvid Karlsteen och man antar att han påbörjade sin utbildning 1702–1703 och att han var färdigutbildad 1708. När Karlsteen efter 1707 drabbades av längre perioder med ohälsa räknades Westman som en trolig ersättare som mynt och medaljgravör men Westmans tidiga död räknades som en stor förlust eftersom det rådde brist på utbildade gravörer i Sverige. Under sin verksamma tid utförde han bland annat medaljer över slaget vid Holofzin 1708, slaget vid Helsingborg 1710, en liten medalj av en blommande aloe 1709, samt ett självporträtt. Westman är representerad vid Kungliga myntkabinettet i Stockholm.